# Trascrizioni dall'Arte della fuga per quartetto d'archi
Le Trascrizioni dall'Arte della fuga per quartetto d'archi sono arrangiamenti di tre contrappunti tratti dall'Arte della fuga di Johann Sebastian Bach, trascritti tra il 2007 e il 2008 dal compositore italiano Stefano Scodanibbio per quartetto d'archi. 

## L'opera
Queste trascrizioni di tre contrappunti da Johann Sebastian Bach fanno parte di una serie di versioni  che Stefano Scodanibbio portò a compimento negli ultimi anni di vita a partire da composizioni, tra gli altri, di Luciano Berio, Claudio Monteverdi e da canzoni popolari spagnole e messicane.
Gli arrangiamenti dei contrappunti dall'Arte della fuga per l'organico di un quartetto d'archi sono un programma radicale di trascrizione che comprende l'aggiunta di voci, lo spostamento di alcuni armonici di un'ottava e un drastico rallentamento del tempo di esecuzione. In questo modo, rispetto alla composizione originale le versioni di Scodanibbio permettono di udire molto distintamente le diverse voci:
(Andy Gill, The Independent)
Come nelle altre versioni e trascrizioni per quattro voci del suo repertorio, Scodanibbio lavora sugli armonici, ottenendo l'effetto di una musica che sembra fluttuare nello spazio:
(Peter Grahame Woolf, Musical Pointers)
I tre contrappunti compongono un'avvolgente sequenza di suoni sofisticati, un arrangiamento altamente immaginativo giocato su tempi glaciali, pieni di armonici misteriosi e sequenze sorprendenti destinati a “un ascolto a notte fonda”, una rarefazione squisitamente dissonantica:
(Andrea Bedetti, CD Classico)

## Discografia
- Quartetto Prometeo, Stefano Scodanibbio. Reinventions, ECM New Series, n. serie 2072, registrazione gennaio 2011.